# Kranium
Et kranium er hvirveldyrs benede struktur, som er hovedets skeletdel. Kraniets formål er at beskytte hjernen og fungere som en naturlig hjelm og støtte ansigtet. Herudover fungerer kraniet også som hæfte for muskler, der er involveret i tygge- og hovedbevægelser.

## Menneskets kranium
Menneskets kranium er opbygget af 22 knogler, hvoraf kun 2, underkæbebenet (mandiblen) og tungebenet (Os hyoideum) er bevægelige. Dette skyldes, at de øvrige knogler er forbundet indbyrdes med suturer (ueftergivelige ledforbindelser mellem kranieknoglerne, der består af bindevæv)
Kraniet kan opdeles i to dele: hjernekassen (også kaldt neurokraniet), der indeholder hjernen og beskytter denne, og ansigtsskelettet, der er medvirkende til at danne ansigtet, og dermed indeholder både næsehulen og øjenhulen.

### Hjernekassen
Hjernekassen dannes af nedenstående seks knogler:
- Isseben (1 par, Latin: Os parietale)
- Kileben (Os sphenoidale)
- Nakkeben (Os occipitale)
- Pandeben (Os frontale)
- Siben (Os ethmoidale)
- Tindingeben (1 par, Os temporale)

Hjernekassen beskrives som regel ved at opdele denne i to dele kaldet theca cranii og basis cranii, hvor sidstnævnte beskrives som hhv. basis cranii interna og basis cranii externa. Theca cranii er den del af kraniet, der kan ses oppefra, basis cranii externa er den del af kraniet, der kan ses nedefra, når underkæben er fjernet, og basis cranii interna er den del af kraniet, der kan ses oppefra, når theca cranii er fjernet.

### Ansigtsskelettet
Der findes følgende knogler i ansigtsskelettet:
- Overkæbeben (1 par,  maxilla)
- Underkæbeben (mandibula)
- Tungeben (Os hyoideum) – (halsknogle.)
- Ganeben (1 par, Os palatinum)
- Næseben (1 par, Os nasale)
- Tåreben (1 par, Os lacrimale)
- Plovskærben (Vomer)
- Kindben (1 par, Os zygomaticum)
- Det nedre muslingeben (1 par, Concha nasalis inferior)

Ansigtsskelettet er den del af kraniet, der kan ses forfra, og består derfor udover ovennævnte knogler også af pandebenet (den del, der kaldes squama frontalis)

## Supplerende billeder
- Menneskets kranium (forfra).
- Menneskets kranium (fra siden).
- Kraniet af en rød brøleabe.
- En flodhests kranium.
- Kraniet af Phalacrocorax carbo.

## Eksterne link
- Stephen Burnett, Skull (Disassembled) Arkiveret 25. juni 2006 hos  Wayback Machine – engelsk-sproget side med fotografier af kranieknoglerne
- Kraniet Arkiveret 9. november 2005 hos  Wayback Machine